# 화이트 코트 신드롬
화이트 코트 신드롬(white coat syndrome)은 환자가 의료진과 마주했을 때 발생하는 긴장감과 스트레스로 인해 생체 지표가 변화하는 것을 의미한다. 의료진과 마주하는 조건에서 혈압이 정상수준보다 높아지지만 그 외의 조건에서는 해당 일이 발생하지 않는다. 이 현상은 의료진의 방문 중 경험되는 불안에 기인하는 것으로 간주된다.